# Автодром Джайпі Груп
Автодром Джайпі Груп — гоночна траса, розташована у Великий Нойді, штат Уттар-Прадеш, Індія, на якій повинен пройти дебютний Гран-прі Індії в сезоні 2011 року Формули-1. Будівництво автодрому, розташованого за 40 кілометрів від Делі, ведеться за планом, розробленим німецьким архітектором Германом Тільке.
В кінці лютого 2011 з'явилася інформація, що конфігурація траси буде скоректована: щоб забезпечити більше можливостей для обгонів будівельники змінять деякі повороти.